# جانيت كاغان
جانيت كاغان (بالإنجليزية: Janet Kagan)‏ (18 أبريل 1946، نيوجيرسي في الولايات المتحدة - 29 فبراير 2008، نيوجيرسي في الولايات المتحدة)؛ كاتِبة وروائية أمريكية.

## الجوائز
- جائزة هوغو لأفضل أقصوصة طويلة